# Georg Fabricius
Georg Fabricius (Chemnitz, Alemania, 23 de abril de 1516 – Meissen, Alemania, 17 de julio de 1571), registrado al nacer como Georg Goldschmidt, fue un poeta, historiador, arqueólogo y epigrafista protestante alemán que escribió en latín en la época del Renacimiento. Fue un protegido del emperador Maximiliano II. Se le considera el padre de la epigrafía.

## Biografía
Fabricius nació en Chemnitz en la Alta Sajonia (Alemania) y estudió en la Thomasschule de Leipzig y en Wittenberg. De 1539 a 1543 estuvo en Italia, matriculándose en la Universidad de Bolonia en 1541. Viajando por Italia con uno de sus alumnos, hizo un estudio exhaustivo de las antigüedades de Roma. Publicó los resultados en su obra Roma (1550), en donde trazó en detalle las correspondencias entre cada vestigio reconocible de la ciudad vieja y las referencias halladas en la literatura antigua. En 1546 fue nombrado rector de la escuela e internado para estudiantes superdotados Sächsisches Landesgymnasium Sankt Afra en Meissen.
En 1549, Fabricius editó la primera selección corta de inscripciones latinas de Roma específicamente enfocadas a textos legales. Este sería un momento clave en la historia de la epigrafía clásica: por primera vez en forma impresa, un humanista demostraba explícitamente el valor de los restos arqueológicos para el estudio de las leyes, y acordaba implícitamente que los textos inscritos en piedra tenían un estatus de autoridad del mismo nivel que los registrados en manuscritos.
En sus poemas sagrados intentó evitar cualquier palabra que tuviera la más mínima relación con el paganismo y reprendió a los poetas por sus alusiones a las divinidades paganas.
Alentó la música en su escuela, aunque no era músico. Algunos de sus escritos sirvieron de base para ponerles música por compositores como Martin Agricola, Johann Walter, Mattheus Le Maistre, Antonio Scandello, Johann Reusch o Wolfgang Figulus.
En 7 de diciembre de 1570 fue coronado poeta laureado por el emperador Maximiliano II en el Reichstag, en Espira, y elevado a la clase aristocrática.
Fabricius murió en Meissen el 17 de julio de 1571.

## Obras principales
- Ediciones de Terencio (1548) y Virgilio (1551)
- De historia & meditatione mortis Christi, quae in noctis dieiq[ue] tempus distributa est, Hymni XXIIII, Leipzig: Valtentin Papa (1552)
- Poëmatum sacrorum libri xxv. (1560)
- Poëtarum veterum ecclesiasticorum opera Christiana (1562)
- De Re Poëtica libri septem (1565)
- Chemnicensis In Paenas Tres, Prudentii, Seduli, Fortunati (1568)
- Rerum Misnicarum libri septem (1569)
- Annalium urbis Misnae (1569)

### Póstumas
- Originum illustrissimae stirpis Saxonicae libri septem (1597)
- Rerum Germaniae magnae et Saxoniae universae memorabilium mirabiliumque volumina duo (1609)

## Cita famosa
De: In Praise of Georgius Agricola

"La muerte llega a todos

Pero grandes logros levantan un monumento

Que perdurará hasta que el sol envejezca.."

## Posteridad
D. C. W. Baumgarten-Crusius publicó una vida de Georg Fabricius en 1839 y en 1845 también una edición de las Epistolae ad W Meurerum et alios aequales, con un breve boceto de De Vita Ge. Fabricius de gente Fabriciorum.
En julio de 2020, Google, a través de su plataforma Arts and Cultura presentó una herramienta virtual para decodificar jeroglíficos egipcios denominada "Fabricius" en su honor.